# 大塚高司
大塚 高司（おおつか たかし、1964年9月11日 - ）は、日本の政治家。元衆議院議員（4期）。
国土交通大臣政務官兼内閣府大臣政務官（第2次安倍改造内閣）、国土交通副大臣（第4次安倍改造内閣）、自由民主党大阪府支部連合会会長等を歴任。

## 経歴
大阪府豊中市出身。春日荘聖マリア幼稚園、豊中市立上野小学校、豊中市立第十一中学校を経て摂陵高等学校（現：早稲田摂陵高等学校）に進学。中学高校共にバレーボール部で活動する。高校時代のバレーボール部では、2回生でレギュラー・3回生の終わりには主将を務める。
高校卒業後、追手門学院大学経済学部経営学科へ進学。大学4年時、自民党の選挙応援に誘われたことをきっかけに大学卒業後、秘書として政治の世界に入る。坪井一宇・原田憲・谷川秀善の秘書を務めた。
2003年11月9日、第43回衆議院議員総選挙に大阪8区から立候補したが、民主党現職の中野寛成に敗れ、比例復活もならず落選。
2005年9月11日、第44回衆議院議員総選挙に立候補し、中野を破り初当選。
2009年8月30日、第45回衆議院議員総選挙に公明党の推薦を受けて立候補したが、前回破った中野に敗れ、比例復活もならず落選。
2012年12月16日、第46回衆議院議員総選挙に公明党の推薦を受けて立候補。日本維新の会の木下智彦に敗れたが、比例復活で国政に復帰した。
2014年9月4日、第2次安倍改造内閣で国土交通大臣政務官に任命され、翌月3日、兼ねて内閣府大臣政務官に任命された。
2014年12月14日の第47回衆議院議員総選挙では大阪8区から立候補し、前回敗れた木下を下して3選（木下は比例復活）。
2017年10月22日の第48回衆議院議員総選挙では大阪8区から立候補し、木下に比例復活も許さず4選。
2018年10月、第4次安倍改造内閣で国土交通副大臣に就任。2019年10月、自民党大阪府連会長に就任。
2021年2月1日、後述の不祥事の責任をとり、自民党へ離党届を提出し受理された。
同年10月12日、同月31日投開票の第49回衆議院議員総選挙の不出馬を表明。
2023年5月11日、自民党の党規委員会で復党が了承された。同日設置された大阪府連の立て直しに向けた支援組織「大阪自民党刷新本部」の事務を統括する役割を担う。

## 人物
- 2007年6月14日、ワシントン・ポストに掲載されたアメリカ合衆国下院121号決議の全面撤回を求める広告「THE FACTS」の賛同者に名を連ねている[13]。
- 自民党大阪府連が開催した「政治大学校なにわ塾」（第10期）の第１回講師を務めた。その際、「見かけや報道に惑わされず、真に見極める目を持つ重要さ、人に負けない自身の強みを持つことが政治家として重要なことだ」と政治家になる上での心得を語った[14]。
- 家族は妻と長女[15]。妻はフレーバーティー販売業を経営している[16]。
- 喫煙者であり、超党派の愛煙家国会議員からなる議員連盟「もくもく会」にも所属していた[17]。

## 政策・主張

### 国土交通副大臣として
- 大塚は国土交通副大臣として自動車と鉄道、災害対策等の分野を担当[18]。
- 大塚は2018年10月、国土交通副大臣就任会見時、優先的に取り組む政策として、「自然災害からの復旧・復興」を挙げている[19]。また、災害時の重要インフラ機能確保にも触れ、「安倍総理の支持の下ソフト・ハード両面から緊急点検に着手してく。そして点検結果を踏まえ、3年間に集中して、防災・減災対策に取り組む」と着実に防災・減災対策を進める考えを表明した[20]。
- 2019年、大塚は東日本大震災の被災地を訪れ、三陸リアス線の開通式典に出席するとともに、被災地域の復興状況などを視察。式典の祝辞では「三陸鉄道が総延長163キロメートルの日本一長い第3セクター鉄道として誕生することは非常に感慨深く、大切なことはこの新しい三陸鉄道が、今後も地域に愛され、地域の身近な足として大いに利用されることであり、国土交通省としても、地域にとって必要となる協力などをこれからも行ってまいりたい」と述べる[21]。
- 大塚は建設業の課題について「他産業では当たり前の週休2日の確保が十分ではなく、長時間労働が生じている」と指摘。建設業の働き方改革に注力を入れる方針を明らかにした。建設業の担い手確保も重要であると強調し、「将来の担い手にとって魅力ある産業へと変えていかなくてはいけない。建設現場は人によって支えられている。人生をかけるにふさわしい、魅力的な現場を増やしていきたい」とコメントした[22]。

### 大阪維新の会に対し
- 大阪維新の会が進めていた大阪都構想に反対した。大塚は西日本新聞の取材に対して「一部で賛成の声もあるが、リスクが高くデメリットが否定できない」と否定的なスタンスであることを示し、住民投票に関しては「住民投票に反対の立場で臨む」とした[23]。 さらに街頭演説に関して、共同通信のインタビューに対して「反対の街頭演説を9月上旬から始める」「住民サービスが下がることをしっかりと説明していく」と決意を述べた[24]。住民投票の結果、反対多数で都構想が否決されると、自由民主の取材に対して「率直に（大阪市の）廃止を阻止できたことに安堵している」としたうえで「大阪市を残した形で、これからもより良い元気な街・大阪にしていきたいという大阪市民の皆様の気持ちがひしひしと伝わった」とした。そして「このことを真摯に受け止めなければならない」と、行政改革に対する意欲を見せた[25]。

### その他の主張
- 2020年の民間調査「市町村電子化推進ランキング」で豊中市が全国１位になったことについて、「これからも豊中市の先進的な取組みを立ち止まることなく加速度的に推進し、国とのパイプ役としてその責務を果たし、今後も全力で取り組んで参ります。」と意気込みを語っている[26]。
- 大阪国際空港から国際線がなくなって以降、空港を取り巻く環境が大きく変化したと指摘し、大阪国際空港の重要性を強調し、地域活性化を図りたいとしている[27]。
- 教育分野については、防犯カメラの設置や安全な通学路を確保することによって、子ども達がのびのびと安心して過ごせる環境作りに全力で努めたいとしている[27]。
- 2020年5月、国土交通委員会議にてドローンについて「上空から写真や映像を撮るといった目的のみならず、人が近づきにくい場所でのインフラ点検や測量、農薬散布といった産業への活躍や災害現場での現状把握への活用も広まりつつある。また、現在は離島や山間部で目視外で荷物を配送する実証実験が、インターネット通販の普及による小口配送の増加など、課題を抱える物流分野においても今後の活用が大いに期待をされているところでありあます。」とドローンの今後の活用期待を述べた。また、ドローンの普及により登録制度が創設されたことに対して大塚は「事故の場合の原因究明や所有者によります安全対策がより一層強化されること。これにより、ドローンの飛行性ががより安全なものとなり、制度としての信頼性が高まれば、社会全体へドローンがより受け入れられやすくなり、利活用の拡大観点からも意義のあるものと考えられるわけであります。ドローンにつきましては、現在でも急速に利活用が拡大をされているわけではありますが、さらに今後も、特に都市部を含めた物流の活用など社会での活躍の幅が広がりまして、我が国が抱えている人手不足などの社会課題への解決に資するものと期待を寄せているところでございます。」と述べている[要出典]。
- 「憲法を改正すべきだ」という意見に賛成[28]。
- 集団的自衛権の行使を認める閣議決定を大いに評価する[28]。

## 不祥事

### 献金問題
2007年から2009年の間、パチンコ店を経営していた外国人から献金を受けていた。献金額は、2007年に30万円、2008年に60万円、2009年に25万円と3年間で合計115万円だった。大塚は取材に「週刊誌からの指摘で確認し、すぐに返金した」と述べた。また、大塚が支部長の「自民党大阪府第8選挙区支部」が、2012年2月末に開いた「早春を楽しむ集い」の収入を、収支報告書に載せていなかったことが判った。支出は豊中市の商工会議所の会場費や菓子代、女優の講師代など計6万5千円分の記載があった。大塚の事務所は、後援会の女性部の会合で「参加者一人あたり500円を徴収した」という。。さらに、公職選挙法違反容疑で幹部6人が逮捕された医療法人「徳洲会」グループのファミリー企業で、逮捕された幹部であった徳田虎雄の次女が最近まで社長だった大阪市北区の会社から100万円の献金を受けていた。大塚の事務所は「全額返した」としている。

### 妻の経営店で175万円の土産物購入
2013年、大塚が支部長を務める「自民党大阪府第8選挙区支部」が、大塚の妻が運営するフレーバーティー販売業者に「土産物代」などとして約175万円を支出していた。同支部は自民党本部から支部政党交付金1200万円を受領しており、税金を身内に還流させる形となっていた。大塚は「適正な商取引で問題はないが、誤解を招くことも考えられるので、今後は取引を控えたい」と述べた。

### 傷害容疑での書類送検
2014年10月15日、衆院国土交通委員会で、自身が昨夏に知人女性を殴り、傷害容疑で書類送検されたことについて「プライベートな事項とはいえ深く反省しており、被害女性に大変申し訳なく思っている」と陳謝した。大塚は政務官就任前の昨年8月、大阪市内で飲食店従業員の知人女性を殴り、軽傷を負わせた疑いで大阪府警に書類送検されたが、女性が被害届を取り下げ、不起訴になった経緯が既に明らかとなっている。「女性には直接謝罪した」と説明する大塚に対し、委員会で質問した民主党の後藤祐一は、「女性は謝罪を受けていないと話している」などとしたうえで、「暴行事件を起こす方を政務官にすることはいかがなものかと思う」と指摘している。この問題について、内閣官房長官の菅義偉は、「政府とすれば、そうしたことはあってはならないことは当然のことだ」と強調したうえで、政務官としての適性については「本人が反省したうえで、その後も政治活動をきちっとやられているというふうに報告を受けている」と述べている。

### 地震発生時に飲酒継続
2019年6月18日22時22分ごろに、新潟県で最大震度6強を観測した地震（山形県沖地震）が発生したが、この際当時国土交通副大臣だった大塚が東京・赤坂のクラブでホステスと飲酒を続けていた事が、週刊文春の取材により発覚した。大塚は国土交通省に設置された災害対策本部の参集対象ではなかったがこの行動は問題視され、7月2日、国土交通大臣の石井啓一は「店に居続けたことは緊張感を欠いた行動だった」として大塚を厳重注意とした。

### 緊急事態宣言下での深夜クラブ訪問
2021年1月8日、東京都は新型コロナウイルスによる緊急事態宣言を発令。1月26日、デイリー新潮は、衆議院議員の松本純が1月18日夜、東京都中央区のイタリアンレストランと銀座のクラブ2軒の計3軒を訪れたと報道した。同日、松本は記者団に、訪れた3軒の飲食店すべてについて「要望・陳情を承る立場で、1人で行っている」と説明。また、「閉店後に店に入った。店にいたのは店主たる人と自分だけだった」と述べた。1月29日、松本は自民党国会対策委員長代理を辞任。
当初「1人で飲食店に行った」との松本の説明だったが、2月1日、松本は記者団に対し、大塚と田野瀬太道文部科学兼内閣府副大臣に声をかけてイタリアンレストランと3軒目のクラブで同席したと明らかにした。イタリアンレストランでは3軒目のクラブの関係者の女性2人もおり、5人で会食した。2月1日、国会対策副委員長を辞任（事実上の更迭）。さらに、同日午後に松本、田野瀬両議員とともに自民党本部で二階俊博幹事長と会談し、離党勧告を受けたことを受けて離党届を提出した。離党届は持ち回りの党紀委員会で受理された。また離党に伴い、自民党大阪府連会長も辞任した。また、この件により同席していた田野瀬太道、松本純らとともにマスコミにて「銀座3兄弟」と名付けられた。

## 所属団体・議員連盟

### 議員連盟
- 時代に適した風営法を求める議員連盟（パチンコ議連）
- 自民党たばこ議員連盟（幹事）[52][53]
- もくもく会[17]
- 日本・ブルガリア友好議員連盟（事務局長）[54]
- 自民党学童保育推進議員の会（事務局長）[54]
- 消防議員連盟[54]
- 介護福祉議員連盟[54]
- 国民の医療を守る議員の会[54]
- さくら振興議員連盟[54]
- 史跡保全議員連盟[54]
- 日本会議国会議員懇談会[55]
- 神道政治連盟国会議員懇談会[55]
- みんなで靖国神社に参拝する国会議員の会[55]
- 速やかな政策実現を求める有志議員の会
- 日韓議員連盟
- 自民党動物愛護管理推進議員連盟
- 国際観光産業振興議員連盟[56]

### 委員会
- 消費者問題に関する特別委員会（理事）[57][58]
- 憲法審査会[59]
- 国土交通委員会[59]
- 政治倫理審査会[59]
- 情報監視委員会[59]
- 超電導リニア鉄道特別委員会[59]
- 歴史事実委員会

### その他団体
- 2025年大阪万博誘致推進本部[59]
- 政調　中小企業・小規模事業者成長調査会[59]